# 門田町 (会津若松市)
門田町（もんでんまち）は、福島県会津若松市の地名。当項目ではかつて存在した北会津郡の村である門田村についても述べる。
会津若松市南部にあたり、商業地、住宅地、農村集落、水田、山林などが広がる。同地区を国道118号、国道401号、福島県道64号会津若松裏磐梯線などが経由しており、これらの路線の沿線の一部では、商業施設が立ち並ぶ。また、東日本旅客鉄道只見線、会津鉄道会津線も経由しており、会津鉄道会津線については門田町内に駅がある。

## 沿革
- 1875年（明治8年）8月12日 - 小田村、北青木村および南青木村が合併し黒岩村となったほか、井手村と宮田村が合併して小山村、面川村と面川沢村が合併して面川村、花坂村、松原新田村および中島村が合併して岩見崎村となった。
- 1877年（明治10年）1月20日 - 材木町分が日吉村となったほか、南町分と千石町分の一部が年貢町村となった。また、黒岩村が千石町分の一部と合併して黒岩村となったほか、御山村が小山村と合併して御山村となった。
- 1889年（明治22年）4月1日 - 町村制が施行され、北会津郡黒岩村、御山村、面川村、日吉村、年貢町村、中野村、徳久村、飯寺村、堤沢村および一ノ堰村が合併し、門田村が成立した。また、日吉村、年貢町村の一部は若松町へ合併した。
- 1955年（昭和30年）1月1日 - 当時の若松市に編入され、廃止された。

## 画像

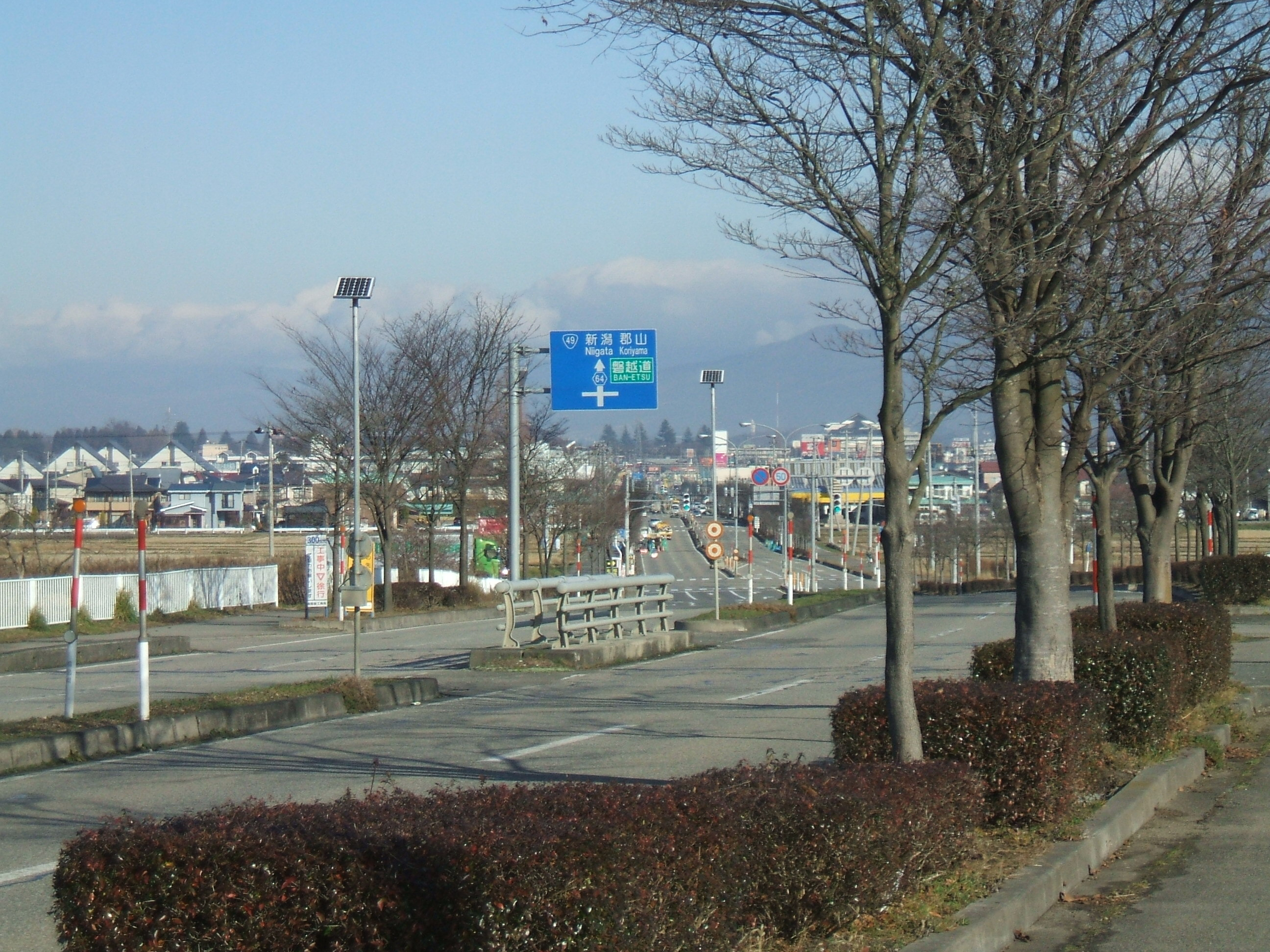
会津若松市門田町御山付近
会津若松市街地方面

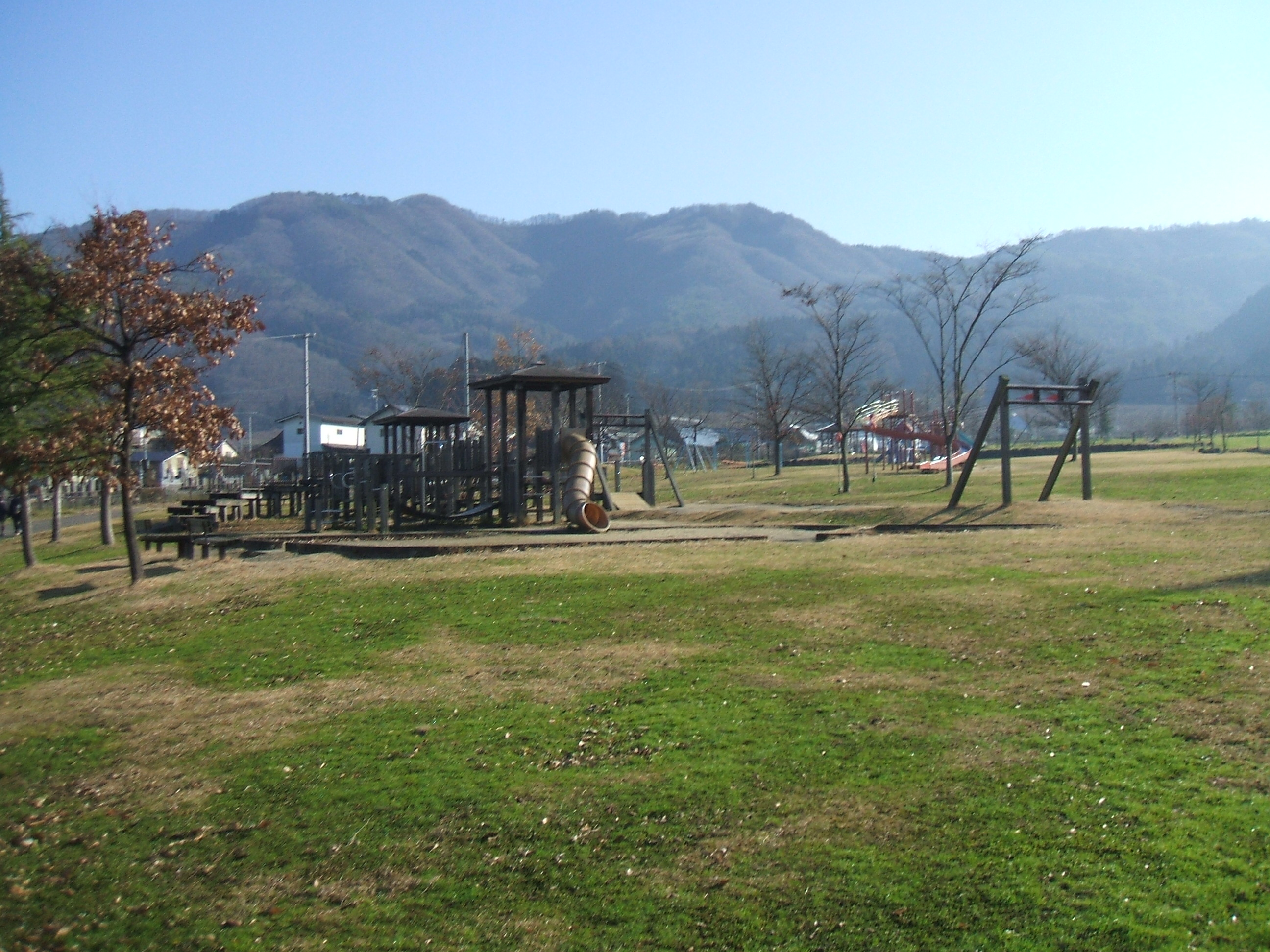
会津総合運動公園付近から見る門田町東部

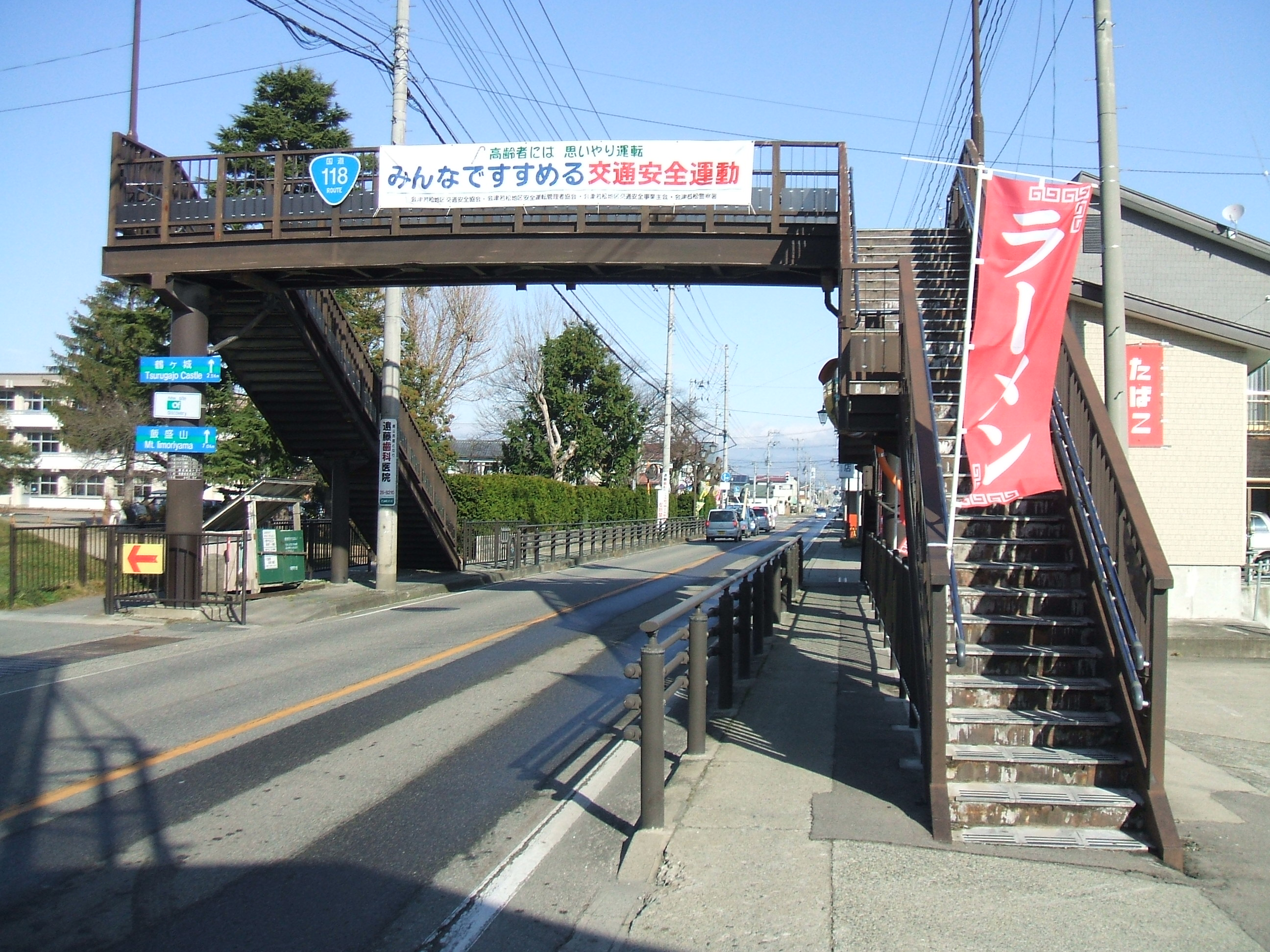
会津若松市門田町中野付近

### 自然
- 小田山
- 奴田山
- 館山
- 吹矢山
- 帷子山
- 淡路山
- 草山
- 阿賀川
- 古川

### 史跡・神社・寺院など
- 六地蔵尊
- 正一位稲荷神社
- 黒岩神社
- 意賀美神社
- 熊野神社
- 磐梯神社
- 鹿嶋神社
- 伊勢神社
- 多賀神社
- 大山祈神社
- 福蔵寺
- 龍澤寺
- 宝福寺
- 大林寺
- 明光寺
- 安養寺
- 照谷寺
- 慈光寺
- 光明寺
- 泰雲寺

### 交通
- 会津鉄道会津線 : 南若松駅、門田駅
- 国道118号
  - 若松西バイパス
- 国道121号
- 国道401号
- 福島県道64号会津若松裏磐梯線
- 福島県道128号会津若松会津高田線
- 福島県道212号門田停車場線

### 学校
- 会津若松市立門田小学校
- 会津若松市立城南小学校
- 会津若松市立小金井小学校
- 会津若松市立第四中学校
- 会津若松市立第五中学校

### 施設
- 会津総合運動公園

## 主要地区

### 中野
門田町北部の地区。国道118号が地区を縦貫しており、国道沿いには商業施設などのほか、市立門田小学校がある。周辺には住宅地、水田などが広がる。

### 年貢町
門田町北部の地区。北側に東年貢一丁目、二丁目、西年貢一丁目、二丁目の地区がある。現在、住所上門田町に属する年貢町は上記住居表示が実施されている地域の南の一部地域で、住宅地、水田などが広がる。

### 日吉
門田町北部の地区。国道401号が経由するほか、東日本旅客鉄道只見線、会津鉄道会津線も通過する。国道沿いに商業施設が立つほか、市立小金井小学校、市立第四中学校がある。地区周辺には、住宅地、水田などが広がる。

### 飯寺
門田町西部の地区。国道118号若松西バイパスが地区を縦断するほか、国道401号も当地区を経由する。会津オリンパスなどの工場があるほか、国道沿いにはレストランやホームセンター、スーパーマーケットなどの商業施設が立ち並ぶ。また、地区の西側を阿賀川が流れており、北会津町との間に高田橋が架かる。周辺は住宅地などが広がるほか、一部では水田などもあり、飯寺、上飯寺の集落がある。
戊辰戦争では山本帯刀率いる長岡藩兵（旧幕府軍）が、味方と勘違いして戸田三男率いる宇都宮藩兵（新政府軍）に捕らえられ、処刑された地である。ここで処刑された長岡藩兵の墓碑は戸田三男らにより「戊辰之役戦士墓」の名で宇都宮市の六道辻に建立されている。

### 徳久
門田町西部の地区。東日本旅客鉄道只見線、会津鉄道会津線が経由する。また、当地区の西側は門田町工業団地という住所になっており、富士通などの工場が立つ。地区内には水田、集落などが広がり、徳久の集落がある。

### 黒岩
門田町東部の地区。福島県道64号会津若松裏磐梯線などが経由する。県道沿いの一部地域にはホームセンターなどの商業施設のほか、市立城南小学校がある。また、地区の東部は山地で、小田山や奴田山がある。地区西部では住宅地のほか、一部では水田などの農地もあり、黒岩の集落がある。

### 御山
門田町東部の地区。国道118号が通過するほか、福島県道64号会津若松裏磐梯線も通過する。地区の西部は水田、集落などが広がり、井手、宮田、北御山、南御山の集落がある。それに対して東部は山地で、吹矢山がある。

### 堤沢
門田町東部の地区。地区西部を国道118号が通過するほか、福島県道64号会津若松裏磐梯線も経由する。地区の北部に会津総合運動公園がある。また、地区の西部は水田、集落などが広がり、新村、堤沢の集落がある。加えて、地区の東部は山地で、館山がある。

### 一ノ堰
門田町西部の地区。地区を国道118号若松西バイパスが通るほか、福島県道128号会津若松会津高田線も通過しており、地区の西側を流れる阿賀川に本郷大橋が架かる。また、会津鉄道会津線も経由しており、南若松駅がある。地区内には水田、集落などが広がっており、一ノ堰、羽黒の集落がある。

### 面川
門田町南部の地区。地区を国道118号が縦断するほか、会津鉄道会津線も縦断するように通過しており、同線の門田駅がある。地区の西側を阿賀川が流れ、西部には水田、集落などが広がっており、面川、根岸、花坂、中島、沢の集落がある。東部は山地になっており、下山、館山、草山、淡路山、帷子山がある。